# Лучевые системы на Луне

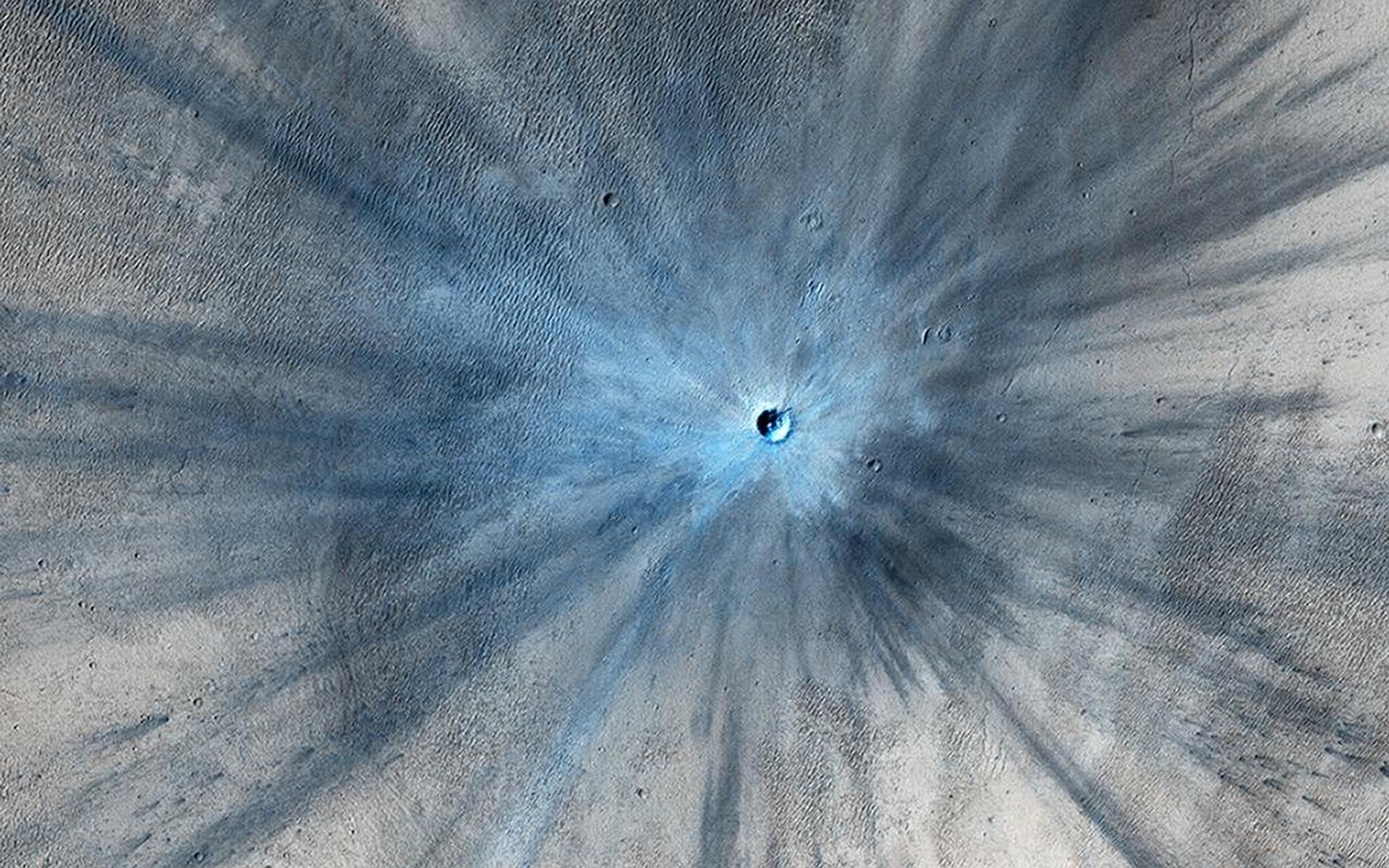
Свежий ударный кратер на Марсе с сильно развитой лучевой системой. Этот кратер диаметром 30 метров образовался в период с июля 2010 года по май 2012 года. (19 ноября 2013;).

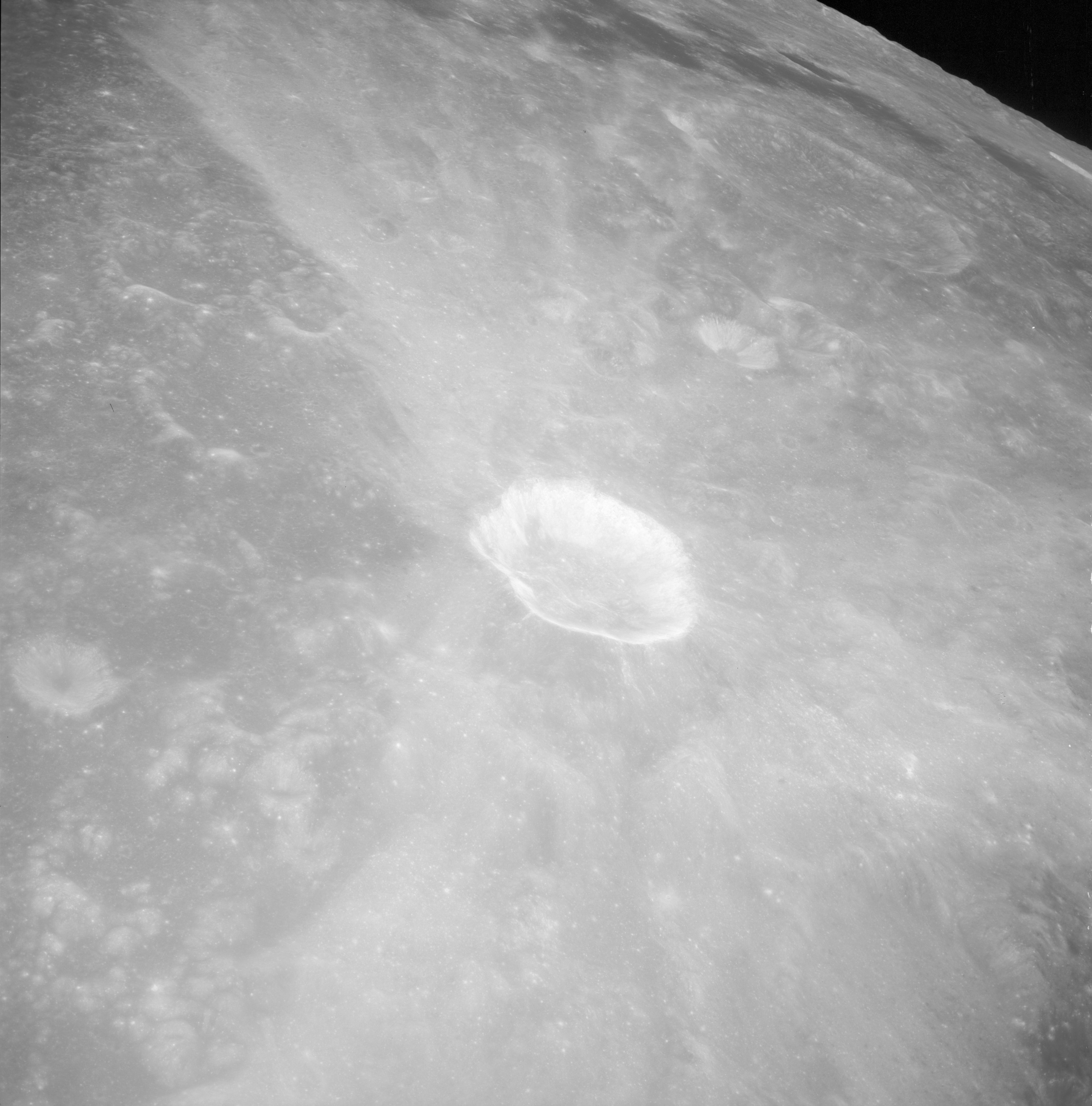
Асимметричная лучевая система около лунного кратера Прокл (снимок с «Аполлона-15»)

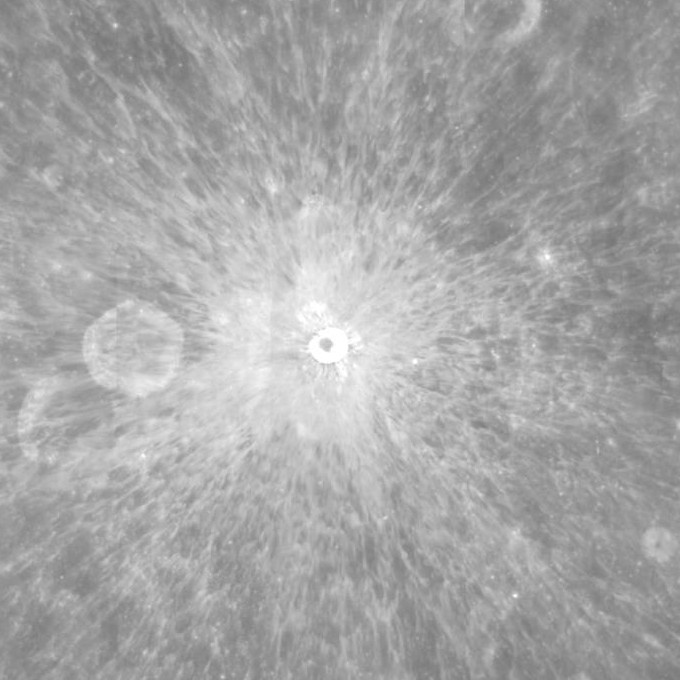
Кратер Пьераццо (снимки с «Клементины»)

Лучевая система — геологическое образование, состоящее из радиальных полос («лучей») выбросов, возникающих во время образования ударного кратера, по виду напоминающее множество тонких спиц, выходящих из ступицы колеса. Лучи могут простираться на расстояние, в несколько раз превышающие диаметр самого кратера, и часто сопровождаются небольшими вторичными кратерами, образованными более крупными частями выброса. Такие лучевые системы были идентифицированы на Луне, Земле (кратер Камиль в Африке), Меркурии и некоторых спутниках планет-гигантов. Первоначально считалось, что они существуют только на планетах или спутниках без атмосферы, но недавно лучевые системы были обнаружены на Марсе в инфракрасных изображениях, полученных с орбиты планеты тепловизором аппарата «Марс Одиссей» в 2001 году.
Лучи различимы в видимом, а в некоторых случаях — в инфракрасном диапазоне, когда материал, составляющий выбросы, имеет отражающие (альбедо) или тепловые характеристики, отличные от характеристик поверхности, на которую они осаждаются. Как правило, лучи, различимые в видимом диапазоне, имеют более высокое альбедо, чем окружающая поверхность. В более редких случаях выбросы состоят из материала с низким альбедо, например, базальтовые лавовые отложения в лунных морях. На Марсе лучи особенно заметны ночью, когда склоны гор не влияют на инфракрасное излучение, испускаемое поверхностью планеты.
Распространение лучей по другим элементам поверхности небесного тела может быть полезным для определения относительного возраста ударного кратера, поскольку лучи деформируются под воздействием природных процессов. На небесных телах, лишённых атмосферы, таких как Луна, космическое выветривание из-за воздействия космических лучей и микрометеоритов ведёт к сокращению разницы величин альбедо лучей и почвы. Микрометеориты, в частности, производят стекловидный расплав в реголите, который снижает альбедо. Лучи могут также покрываться потоками лавы или другими ударными кратерами или выбросами.
Природа лучей на поверхности Луны исторически была предметом различных спекуляций. Ранние гипотезы предполагали, что это — отложения соли из выпаренной воды. Более поздние гипотезы утверждали, что это — вулканический пепел или пыль. После того, как стало общепризнанным происхождение ударных кратеров, Юджин Шумейкер в 1960-х годах предположил, что лучи состоят из фрагментированного материала выбросов.
Недавние исследования показывают, что относительная яркость лучевых систем на Луне не всегда является надёжным показателем их возраста. Альбедо этих лучевых систем также зависит от концентрации оксида железа (FeO). Низкий уровень содержания оксида железа делает почву более яркой, поэтому такая лучевая система может выглядеть светлой в течение длительных периодов времени. Таким образом, состав материала должен учитываться при анализе альбедо для определения возраста лучевой системы.
Среди наиболее известных лунных кратеров с ярко выраженными лучевыми системами — Аристарх, Коперник, Кеплер, Прокл, Дионисий, Глушко и Тихо. Другие примеры — кратеры Цензоринус, Стелла и Линней. Подобные лучевые системы также встречаются на обратной стороне Луны, в таких кратерах как Джордано Бруно, Нехо, Ом, Джексон, Кинг и Пьераццо.
Кратеры Северный луч и Южный луч, каждый с четко выраженной системой лучей, наблюдались с поверхности Луны астронавтами «Аполлона-16» в 1972 году.